# 1978年の全日本ロードレース選手権
1978年の全日本ロードレース選手権 (1978ねん の ぜんにほんロードレースせんしゅけん) は、1978年3月5日の鈴鹿 2&4レース大会で開幕し、同年9月10日の第15回日本グランプリロードレース大会（鈴鹿）で閉幕した全9戦による1978年シーズンの全日本ロードレース選手権である。

## 1978年シーズン
シーズンが開幕し注目の的となったのは、TZ350で参戦するエキスパート昇格1年目・石川岩夫の連勝ぶりであった。開幕戦でポールポジション獲得、750ccクラスとの混走である決勝レースではワークスマシン(FL)RGA500の河崎裕之、大排気量TZ750の上野真一に次ぐ総合3位（350クラス優勝）表彰台に立つデビューとなり、メインスタンドの観衆から一番の声援を受けた。その後も350ccクラスで無敗の8連勝を達成し安定感と速さを両立させた1年だった。石川はその速さから「第2の片山敬済」「まさしく片山敬済の再来」と報じられた。
最大排気量クラスである750ccはワークス以外のエントリー台数が少ないという課題があり、クラスチャンピオンはMFJ公認車両で参戦の上野真一（ヤマハ）が獲得したが、金谷秀夫、高井幾次郎、河崎裕之といったワークス車（フォーミュラ・リブレ参戦 / 選手権ポイント非対象）で参戦の実力者を越えてのタイトル獲得とはまだ言い切れない面がレース展開に表れていた。
125ccクラスではヤマハのワークスマシン・YZ125Rに乗る江崎正が最も速い存在だったが、YZ-RはMFJの公認車両ではないためポイント対象とならず、チャンピオンはホンダの上田公次が獲得した。上田は2年連続ランキング2位を経て、ようやくつかんだ王座であった。最終戦では江崎との直接対決となった中でコースレコードを更新しての勝利でチャンピオンを決め、ホンダの同僚では木山賢悟もホンダワークスRSCの使命として車両開発のため125ccに参戦。元々大排気量クラスのライダーであり、体格の良い木山はこの軽量クラスで戦うため減量トレーニングを重ねての125cc参戦だった。
最終戦日本GP終了後、全日本選手権には含まれなかったが12月17日に筑波サーキットにて「第1回筑波フェスティバル」が開催され、カワサキワークスの清原明彦がKR350で参戦、WGPでの挑戦を終え帰国した根本健もTZ350で参戦し全日本王者となった石川と対決。清原と石川が最終ラップまでバトルを展開し、KRの清原が勝利した。ここでは女性ライダーだけのレース「第2回パウダーパフ」が併催され、全日本選手権並みの観衆を集めた。

## スケジュールおよび勝者
| Rd.          | 決勝日       | 開催イベント                                 | 750cc 優勝 | 350cc 優勝 | 250cc 優勝 | 125cc 優勝 |
| ------------ | ------------ | -------------------------------------------- | ---------- | ---------- | ---------- | ---------- |
| 1            | 3月5日       | 鈴鹿2&4レース大会                            | 河崎裕之‡  | 石川岩夫*  | 上田公次   | ―          |
| 2            | 4月2日       | 筑波2&4レース大会                            |            | 石川岩夫   |            | 江崎正‡    |
| 3            | 4月23日      | 全日本選手権 鈴鹿ロードレース大会            | 河崎裕之‡  | 石川岩夫*  | 照井嶂     | 江崎正‡    |
| 4            | 5月7日       | 筑波2&4レース大会                            | ―          | 石川岩夫** | ―          | 木山賢悟   |
| 5            | 6月4日       | 全日本選手権 鈴鹿200マイル大会               | 河崎裕之‡  | 石川岩夫*  | 木山賢悟   | 江崎正‡    |
| 6            | 7月9日       | 筑波2&4レース大会                            | 河崎裕之‡  | 石川岩夫*  | ―          | 江崎正‡    |
| 7            | 7月23日      | 全日本ロードレース 菅生大会                  | 金谷秀夫   | 石川岩夫*  |            | 江崎正‡    |
| 9            | 9月10日      | 第15回日本グランプリロードレース大会（鈴鹿） | 高井幾次郎 | 石川岩夫*  | 和田正宏‡  | 上田公次   |
| チャンピオン | チャンピオン | チャンピオン                                 | 上野真一   | 石川岩夫   |            | 上田公次   |

- 第8戦鈴鹿大会はノービス/ジュニア125ccクラスが開催され、エキスパートの開催なし。
- エキスパート250ccクラスは第1戦鈴鹿、第5戦鈴鹿の2戦のみレース成立。
- **第4戦筑波350ccは参戦台数がレース成立台数未満のため不成立、ポイント未発生。
- ※‡混走のフォーミュラ・リブレ（FL）、全日本選手権ポイント対象外。
- *印の勝者は総合優勝ではなくクラス優勝者。

## ポイントランキング
| 順位     | 1位 | 2位 | 3位 | 4位 | 5位 | 6位 | 7位 | 8位 | 9位 | 10位 |
| ポイント | 15  | 12  | 10  | 8   | 6   | 5   | 4   | 3   | 2   | 1    |
| -------- | --- | --- | --- | --- | --- | --- | --- | --- | --- | ---- |

- 上位4戦分の獲得ポイント数で争われる有効ポイント制。
- 最終戦日本GPでは、ボーナスポイントとして入賞者に従来のポイントに加えて3ポイントが与えられる。

### 750cc
| 順位                       | No. | ライダー   | 使用車両                     | 1 SUZ | 2 TSU | 3 SUZ | 4 TSU | 5 SUZ | 6 TSU | 7 SUG | 9 SUZ | ポイント |
| -------------------------- | --- | ---------- | ---------------------------- | ----- | ----- | ----- | ----- | ----- | ----- | ----- | ----- | -------- |
| 1                          | 50  | 上野真一   | ヤマハ・TZ750                | 2     |       |       |       | 2     |       | 5     | ?     | 30       |
| 2                          | 1   | 金谷秀夫   | ヤマハ・TZ750                |       |       |       |       |       |       | 1     | 2     | 30       |
| 3                          | 3   | 高井幾次郎 | ヤマハ・YZR750 ヤマハ・TZ750 |       |       |       |       |       |       | 2     | 1     | 30       |
| 全日本選手権ポイント対象外 |     |            |                              |       |       |       |       |       |       |       |       |          |
| -                          | 7   | 河崎裕之   | スズキ・RGA500               | 1‡    |       | 1‡    |       | 1‡    | 1‡    |       |       | -        |
| -                          | 93  | 岩崎勝     | スズキ・RG500                |       |       |       |       |       | 3‡    |       |       | -        |

- 太字はポールポジション。
- ‡フォーミュラリブレ（改造自由 / プロトタイプ車両、メーカーワークス車両）ポイント対象外。

### 350cc
| 順位 | No. | ライダー | 使用車両      | 1 SUZ | 2 TSU | 3 SUZ | 4 TSU | 5 SUZ | 6 TSU | 7 SUG | 9 SUZ | ポイント |
| ---- | --- | -------- | ------------- | ----- | ----- | ----- | ----- | ----- | ----- | ----- | ----- | -------- |
| 1    | 86  | 石川岩夫 | ヤマハ・TZ350 | 1     | 1     | 1     | 1     | 1     | 1     | 1     | 1     | 63 (108) |
| 2    | 11  | 鈴木修   | ヤマハ・TZ350 | 2     |       |       |       | 2     |       | 3     | 5     | 43       |
| 3    |     | 木下恵司 | ヤマハ・TZ350 | 4     |       |       |       |       |       | 2     | 2     | 35       |

- 太字はポールポジション。
- **第4戦筑波350ccは参戦台数がレース成立台数未満のためポイント未発生。

### 125cc
| 順位                 | No. | ライダー | 使用車両       | 2 TSU | 3 SUZ | 4 TSU | 5 SUZ | 6 TSU | 7 SUG | 9 SUZ | ポイント |
| -------------------- | --- | -------- | -------------- | ----- | ----- | ----- | ----- | ----- | ----- | ----- | -------- |
| 1                    |     | 上田公次 | ホンダ・MT125R | 3     | 3     |       | 4     | 3     | 2     | 1     | 60 (82)  |
| 2                    |     | 木山賢悟 | ホンダ・MT125R | 5     |       | 1     |       | 5     | 3     | 5     | 48 (56)  |
| 3                    |     | 飯島茂雄 | ホンダ・MT125R |       |       |       |       | 2     | 4     | 3     | 40       |
| 選手権ポイント対象外 |     |          |                |       |       |       |       |       |       |       |          |
| -                    | 38  | 江崎正   | ヤマハ・YZ125R | 1‡    | 1‡    |       | 1‡    | 1‡    | 1‡    | 2‡    | -        |
| -                    | 11  | 鈴木修   | ヤマハ・YZ125R | 4‡    |       |       | 2‡    |       |       |       | -        |

- 太字はポールポジション、斜体はファステストラップ。
- ‡フォーミュラリブレ（改造自由 / プロトタイプ車両、メーカーワークス車両）ポイント対象外。

### ジュニア区分
| ライセンス | クラス | チャンピオン | マシン         | チーム                   |
| ---------- | ------ | ------------ | -------------- | ------------------------ |
| ジュニア   | 350cc  | 藤本泰東     | ヤマハ・TZ     | チームカナヤ             |
| ジュニア   | 250cc  | 伊藤巧       | ヤマハ・TZ     | T.S.Uレーシングチーム    |
| ジュニア   | 125cc  | 伊藤裕之     | ホンダ・MT125R | ブルーヘルメットMSC      |
| ノービス   | 250cc  | 長谷川嘉久   | ヤマハ・TZ     | フライングドルフィン     |
| ノービス   | 125cc  | 上田幸也     | ホンダ・MT125R | 鈴鹿レーシングチーム     |
| ノービス   | 90cc   | 平野芳男     |                | 磐田レーシングファミリー |